# ウイングシャトル
ウイングシャトル（通称：シャトル）は、関西国際空港第1旅客ターミナルの旅客ターミナルビルと南北ウイング間を移動するための新交通システム（AGT）である。あくまでもエレベーターやエスカレーター同様、昇降機（水平式エレベーター）扱いで、日本の鉄道事業法や軌道法による鉄道・軌道には含まれない。

## 路線

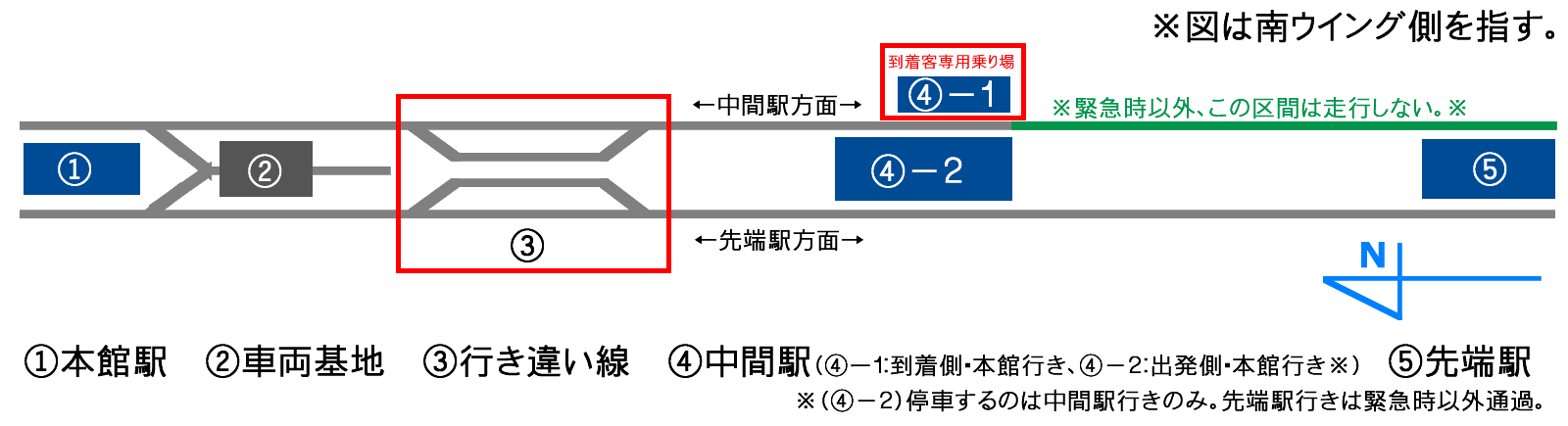
路線上面図（南ウイング）

ウイングシャトルは、ターミナルビルの北ウイングを走る路線と、南ウイングを走る路線の2系統がある。
旅客ターミナルビル3階・出国審査場通過後の、国際線トランジットエリア左右にある「本館駅」を起点とし、ウイング中央部ゲートの最寄りとなる「中間駅」と、ウイングのもっとも端の最寄である「先端駅」の3駅がある。「本館駅」と「先端駅」の間はそれぞれ545mとなっている。
信号保安システムは、一般的なAGTシステム同様にATC・ATOを使用している。日本信号が運行制御装置、駅ATO車上装置、ATC/TD地上・車上装置等を製造している。
途中、本館駅を出てすぐに車両基地があり、ここで車両の整備・修理・洗車が行われる。本館駅と中間駅の間には行き違い線があり、ここですれ違う。このため、この区間に入る際、一旦減速する。早朝や深夜帯は、この行き違い線に1編成ずつ留置されることがある。
車両基地への入出庫時には可動式の分岐器を使用するが、通常の運行に使用する行き違い線では、車両側に分岐輪を設置する「車上分岐方式」を採用しており、無人運行中は分岐器の操作は不要となっている。

## 駅の構造
新交通システムで見られるホームドア式となっている。どの駅もCIQの関係上、出発側と到着側をガラスで仕切られた構造となっている。

## 車両
車両デザインは、旅客ターミナルとともにイタリアの建築家レンゾ・ピアノによるもので、空港周辺の環境に調和するデザインとしたものである。車両は建物内移動設備のため建築基準法に基づいて製造されている。車体は軽量ステンレス製であり、空港ターミナルビル内の動くものは「赤色」を基調とするため、車体カラーリングはそれに合わせている。
3両1編成で、南北両ウイングに4編成ずつ（北ウイング：01 - 04編成、南ウイング：05 - 08編成）、後述の整備時用の予備編成として1編成（09編成）が配置されている。すべて新潟トランシス（旧：新潟鐵工所）製である。CIQの関係上、車両は出発客専用の1両（両ウイング先端寄り）と、到着客専用（本館寄り）の2両という構成になっている。各々の間は仕切り戸で区切られており、通常は閉鎖されている。前面には非常扉が設けられている。

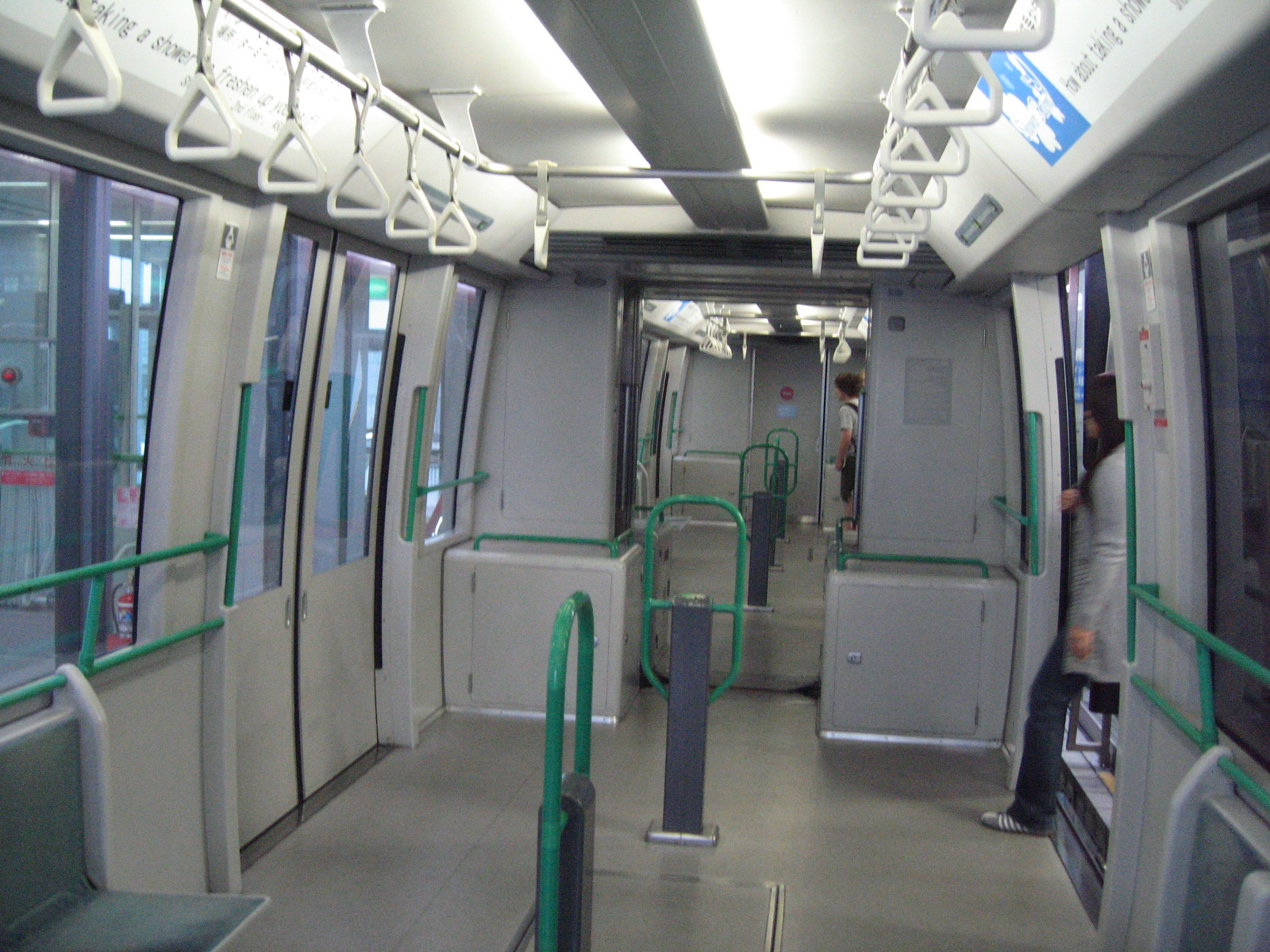
車内

車内の座席は折りたたみ式となっており、1両あたり4席となっている。車内中央部には手すりがある。バリアフリーのため、先頭車には車椅子スペースとして固定金具を備えている。側面の客用ドアは1,600 mm幅として、多客時に対応している。ドア上にはLEDによる位置表示灯が備えられており、到着する前に到着駅のランプが点灯する。ドアチャイムの音は、JR東日本キハ100系・キハ110系気動車と同じ音である。各車両には非常通報装置を備えている。
空調装置は室外機を床下に、室内機を車内妻天井部に設置したセパレート方式で、容量は12.21 kW（10,500 kcal/h）である。

### 機器
制御方式はサイリスタ位相制御である。1両に搭載した制御装置（RG710-A-M形主制御器）で、各車両に1基ずつ搭載する主電動機（直流分巻電動機・TDK8822-A形）を直列で制御する「1C3M制御」方式である。全電動車だが、各車2軸のうち本館駅寄り1軸のみ主電動機を装備している。サイリスタ位相制御装置、主電動機、補助電源装置、集電装置などの電気品は、東洋電機製造が担当している。
補助電源装置は三相交流550V,60Hzを単相交流100Vに変換する三相変圧器（3kVA）と直流100Vに変換する整流装置（5kW）から構成される。このほか、M1車に単相交流100V（定電圧）を出力する補助変圧器（750W）があるほか、各車両に空調装置専用の補助変圧器を搭載している。
先頭車最前部には入れ換え用の簡易運転台があり、無人運転時にはカバーで防護されている。簡易運転台には簡易形マスコン（15km/h走行用の簡易定速走行機能付）、列車無線ハンドセット、速度計、圧力計、各種表示灯、ドア開閉ボタンなどを備えている。
本線上では無人運転を行うが、車両基地への入れ換え運転（出入庫）は手動運転を行う。

## 運用
すべて最高時速35kmの無人自動運転で、航空機の到着・出発時刻に併せ、最短2分間隔、最長で6分間隔の運行となっている。深夜帯は運転を取りやめたり、各駅に備え付けの呼び出しボタンを押すことによって、車両をホームに呼び出し、乗車する形となっている（デマンド運行）。
無料で乗車できるが、誰もが乗車できるものではなく、関西国際空港第1ターミナル発の国際線に搭乗する、または海外から第1ターミナルに到着した乗客、もしくは第1ターミナル発着便を利用する形で関西国際空港を経由し第三国へ乗り継ぐ乗客・乗員、および空港関係職員が乗車できる。
各ウイングとも海側（第2滑走路寄り）が先端駅行き、陸地側（第1滑走路寄り）が中間駅行きとなっている。路線の構造上、先端駅行きは非常時をのぞいて中間駅は通過し、中間駅行きは先端駅に行くことはない。本空港は世界で唯一、空港施設内で空港専用乗り物（水平式エレベーター）が途中駅を通過する
なお2021年より行われている第1ターミナルのリノベーション工事に伴い、本館駅 - 先端駅間、若しくは本館駅 - 中間駅間の運行が長期間休止となることがある。

### 予備編成
1999年に、運行しているウイングシャトルを長期間整備する際の編成不足を補えるよう、1編成増備された。使用しないときは、本館駅出てすぐの車両基地もしくは先端駅（陸地側）に留置される。
仕様は最初に投入された8編成と同様だが、南北両ウイングで使用できるよう、ドア上の駅名表示が差し替えられる構造である。
南北両ウイングへは深夜帯に一度地上に降ろし、陸送され軌道上に吊り上げる。

### 編成
|          | ← 先端駅本館駅（本館ターミナルビル） → |           |            |
| 車種     | M1                                     | M2        | M3         |
| 用途     | 到着専用                               | 到着専用  | 出発専用   |
| 搭載機器 | TA,CP ATC、ATO                         | APU,CP,BT | Cont,PT SR |

凡例　
- Cont：制御装置、APU：補助電源装置、TA：補助変圧器（定電圧）、CP：空気圧縮機、BT：蓄電池
- PT：集電装置、SR：列車無線と無線アンテナ
- ATC、ATO：保安装置と自動列車運転装置